# St. Oswald (Höllental)

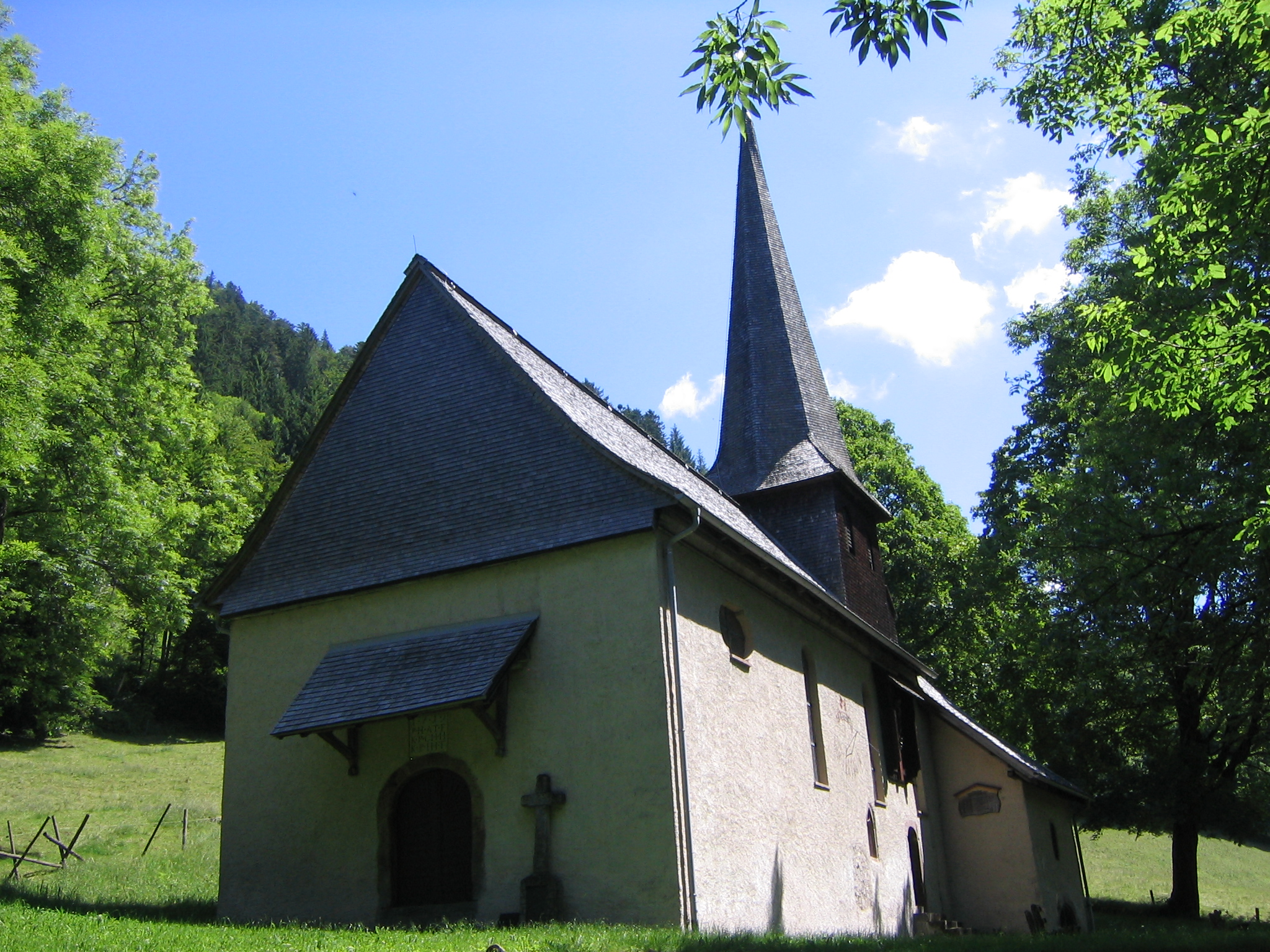
St. Oswald

Die Kapelle St. Oswald liegt im Höllental im Hochschwarzwald, an dessen östlichem Ende nahe der Ravennabrücke. Politisch liegt sie im Ortsteil Steig der Gemeinde Breitnau im Landkreis Breisgau-Hochschwarzwald (Baden-Württemberg), kirchlich gehört sie zur Pfarrei Hinterzarten. Die Kapelle ist Oswald von Northumbria geweiht, einem angelsächsischen König des 7. Jahrhunderts. Er ist mehrmals im Hauptaltar der Kapelle dargestellt.

## Geschichte
Die Kapelle wurde im Jahre 1148 von Bischof Hermann I. von Konstanz als Eigenkirche der Herren von Falkenstein (nach deren Burg im Höllental) geweiht. Sie galt seit ihrer ersten gründlichen Untersuchung durch Ekkehard Liehl als die Keimzelle der Besiedlung der Gegend, Mutterkirche von Hinterzarten und Breitnau und älteste noch erhaltene Pfarrkirche im Hochschwarzwald. Heute wird aber auch vermutet, die Besiedlung habe auf den Höhen begonnen und vor St. Oswald habe es eine Pfarrkirche in Breitnau gegeben. Vom 13. Jahrhundert an war St. Oswald jedenfalls eine Filialkirche von Breitnau. Das änderte sich, als Hinterzarten 1416 eine eigene Kirche erhielt, die heutige Pfarrkirche Maria in der Zarten. Seither gehört St. Oswald kirchlich zu Hinterzarten. Bestrebungen, die „alte Spelunke“, die „entbehrlichste unter allen Kapellen“, aufzugeben, wurden 1812 von der Großherzoglichen Regierung in Karlsruhe beendet.
Die Kapelle fasst 250 Personen und wird für Hochzeiten, zur Patroziniumsfeier und zu Weihnachten (über das Hofgut Sternen) genutzt. Außerdem findet seit 2012 im Sommerhalbjahr einmal im Monat eine Messe zur Mittagszeit statt.

## Gebäude

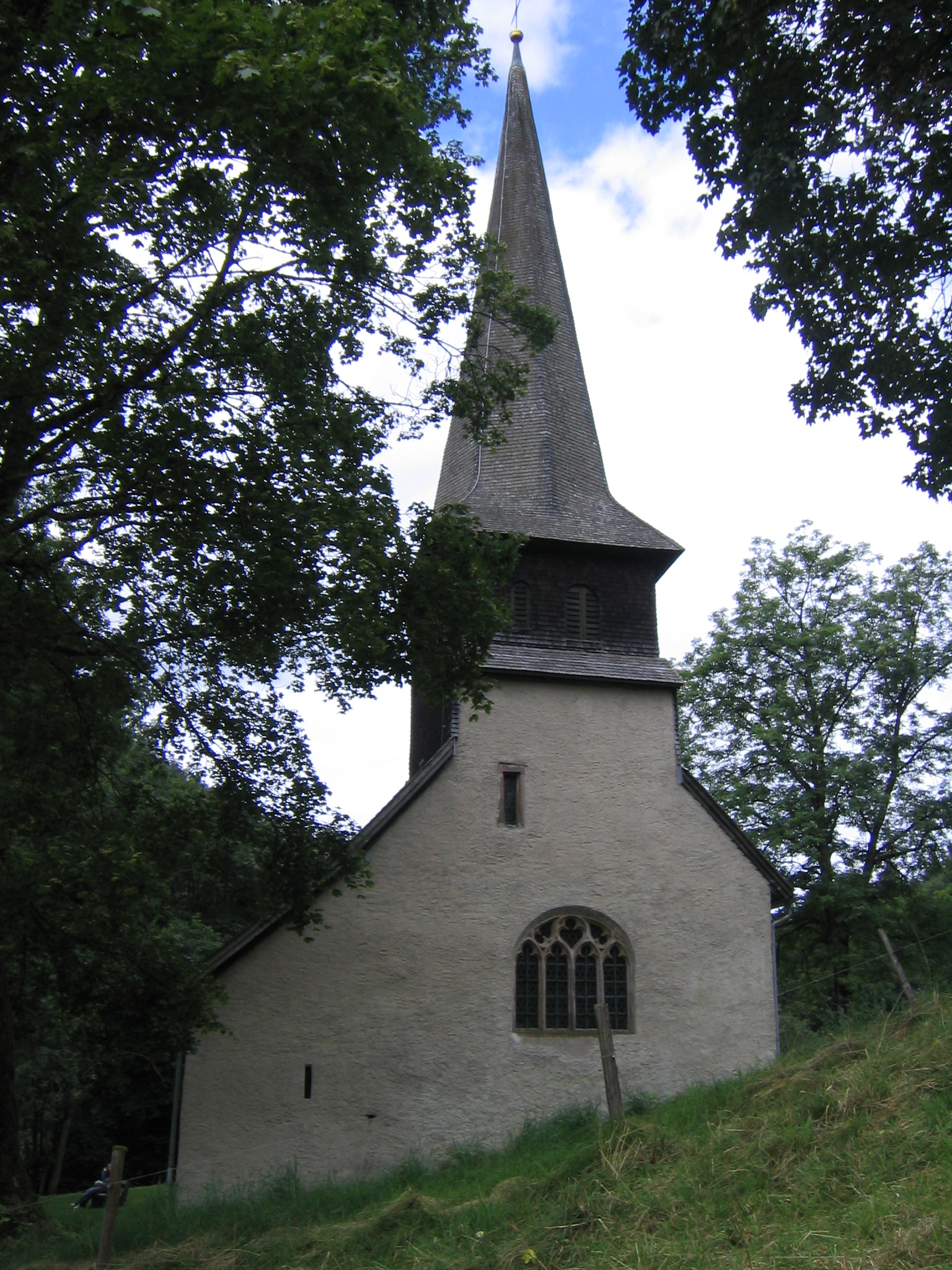
16. Jahrhundert: Blick von Osten auf den Chor mit Maßwerkfenster
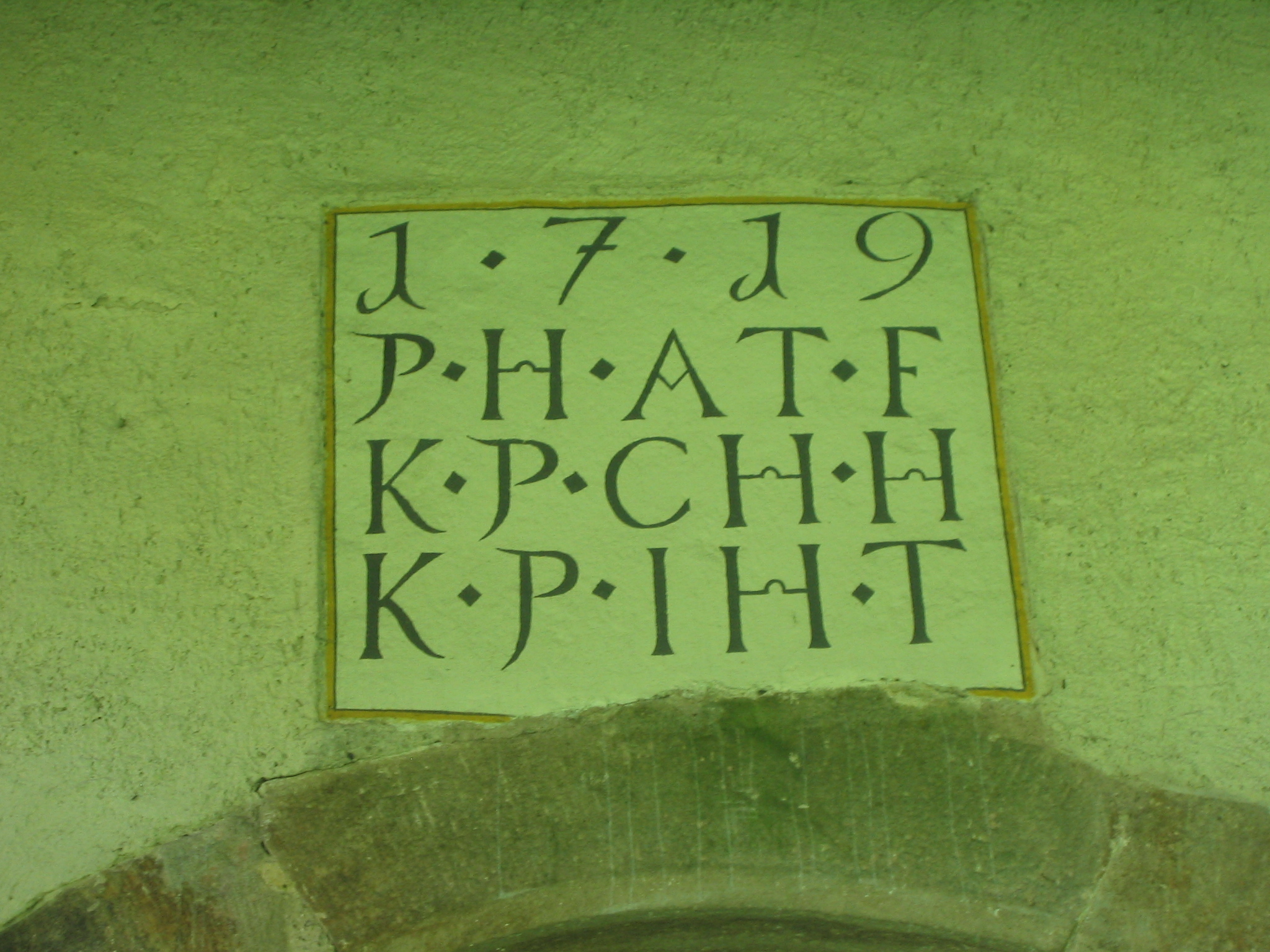
Erweiterung von 1719
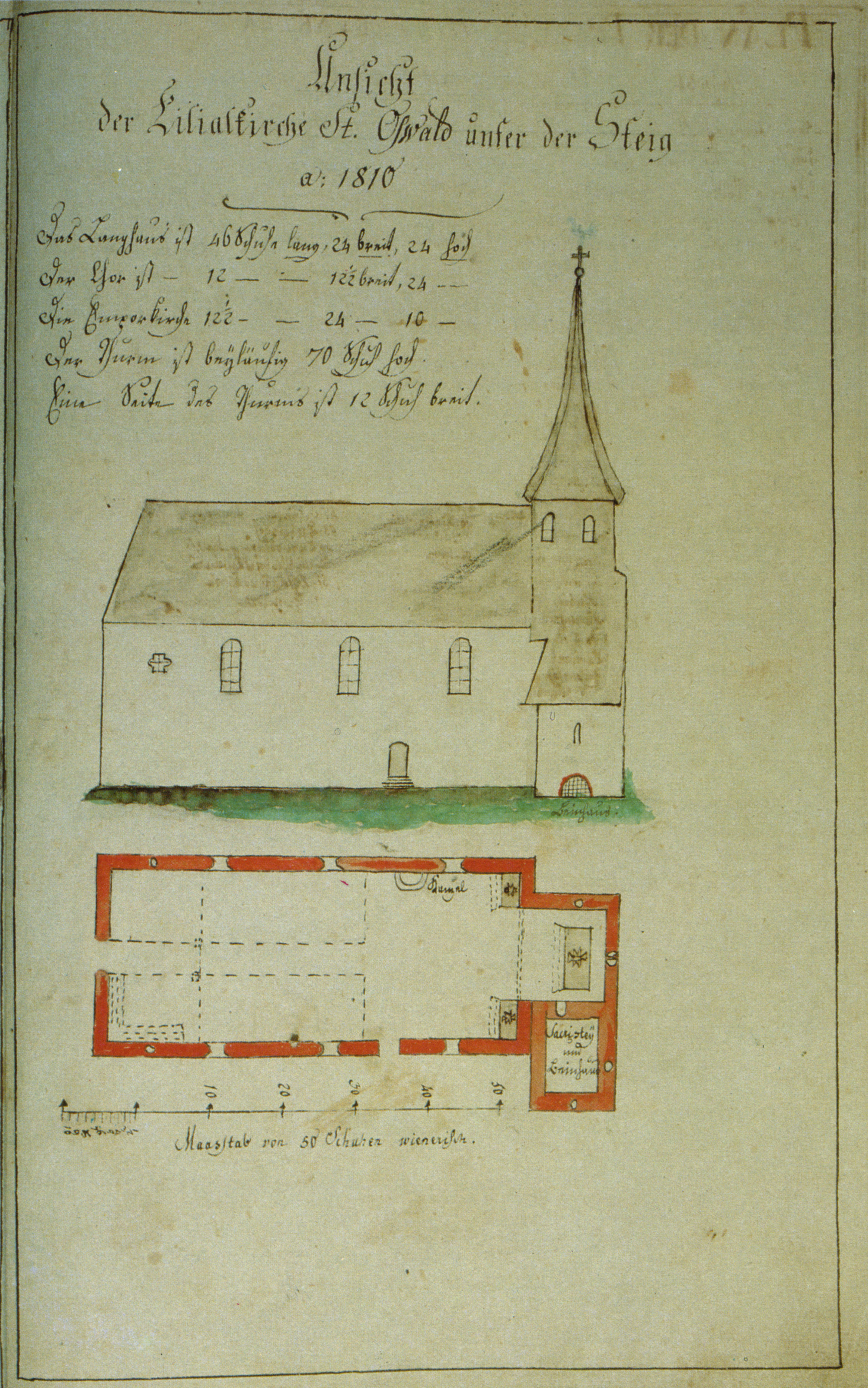
Im Jahr 1810; so im Wesentlichen noch heute
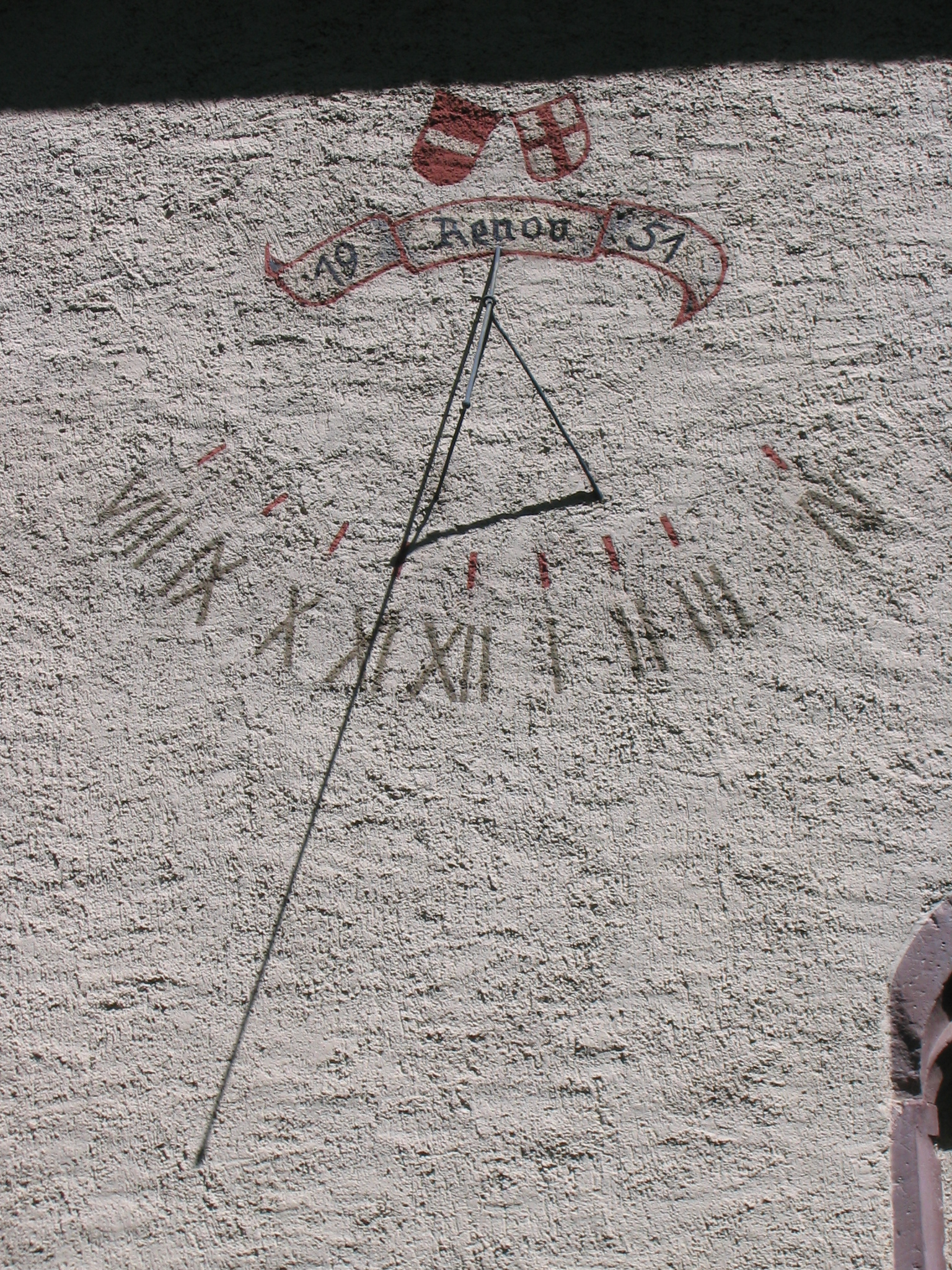
Sonnenuhr mit Jahreszahl 1951

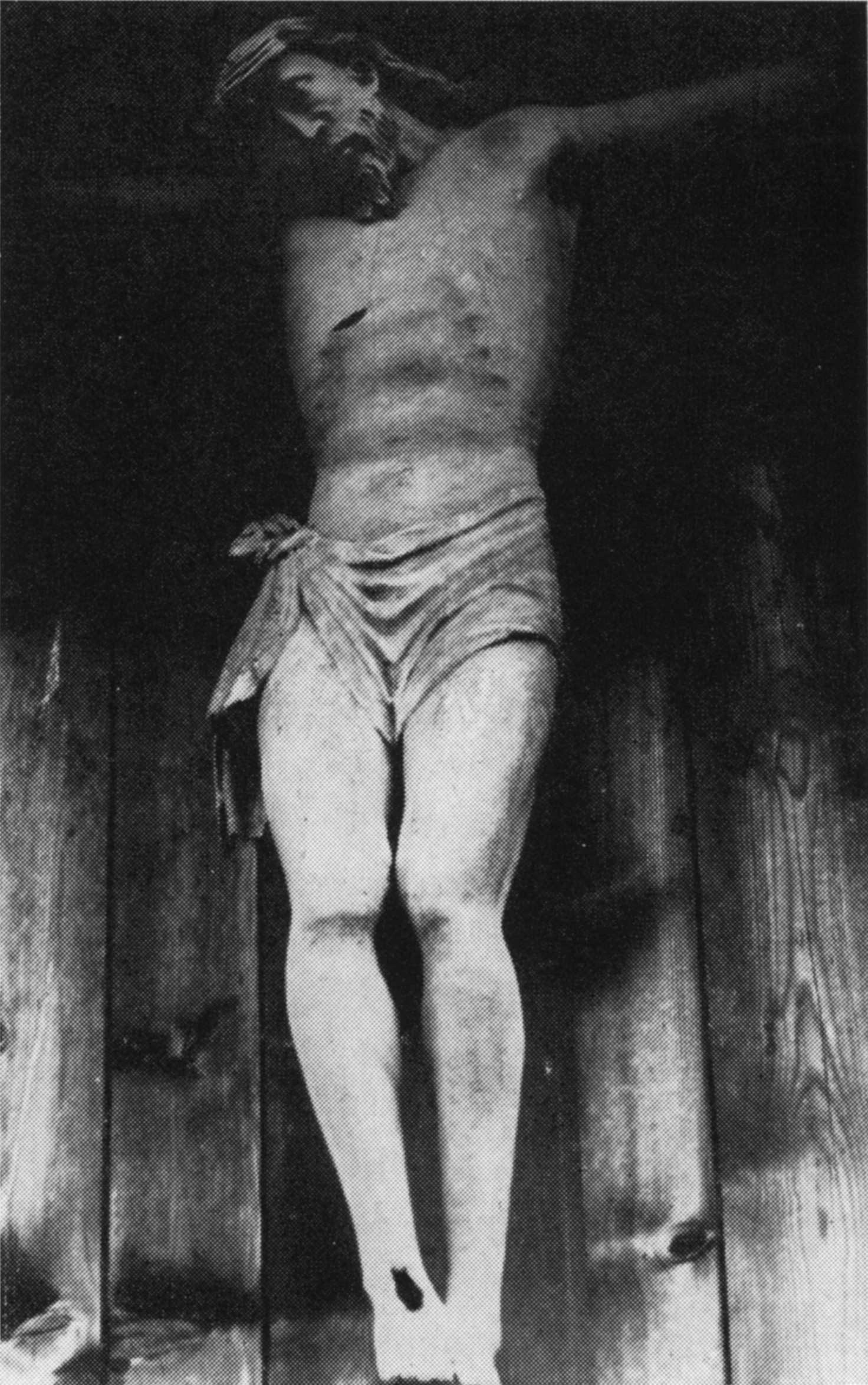
Das verlorene Kreuz von Georg Hauser

Der kleine rechteckige Chorraum mit seiner steinernen Mensa und die beiden Mensen der Seitenaltäre stammen von dem 1148 geweihten romanischen Bau, ebenso die östliche Hälfte der Südwand, die in Fischgrätmauerwerk ausgeführt wurde. Zu Beginn des 13. Jahrhunderts wurden eine kreuzgratgewölbte Sakristei und ein Beinhaus angebaut, das heute von der Südseite eingesehen werden kann; der Türsturz über der Sakristeitür nennt in arabischen Ziffern die Jahreszahl „1208“. Mitte des 14. Jahrhunderts wurde der Chor nach Norden erweitert, Anfang des 16. Jahrhunderts, als der Oswaldaltar in die Kirche kam (s. u.), das vierbahnige Maßwerkfenster in die Ostwand des Chors eingefügt, um 1674 der hölzerne Turm erstellt und um 1719 der Bau nach Westen und Norden erweitert. 1719 wurden auch die Mauern erhöht, und das Schiff erhielt eine Empore auf Holzsäulen. Über dem Westeingang stehen unter der Jahreszahl „1719“ drei Reihen von Großbuchstaben, die an Stifter für die Erweiterung erinnern.
Im Zweiten Weltkrieg wurde die Kapelle beschädigt; die Kriegsschäden wurden in den Jahren 1951/1952 behoben. An der Südseite des Langhauses findet sich über der Sonnenuhr in einer gemalten Banderole der Vermerk „19 – Renov – 51“. Nachdem am 7. Juni 1980 die Kapelle zum zweiten Mal ausgeraubt worden war, wurde ein Chorgitter eingebaut. Die jetzt in der Kirche befindlichen Figuren sind Kopien, worauf auch ein Schild im Chorraum hinweist. Dazu gehört an der Nordseite des Langhauses die Kopie eines Kruzifixes, das 1617 von Georg Hauser († um 1653) aus der gleichnamigen Bildhauersippe geschnitzt worden war. 1980 wurde die Kapelle zudem renoviert.

## Oswaldaltar

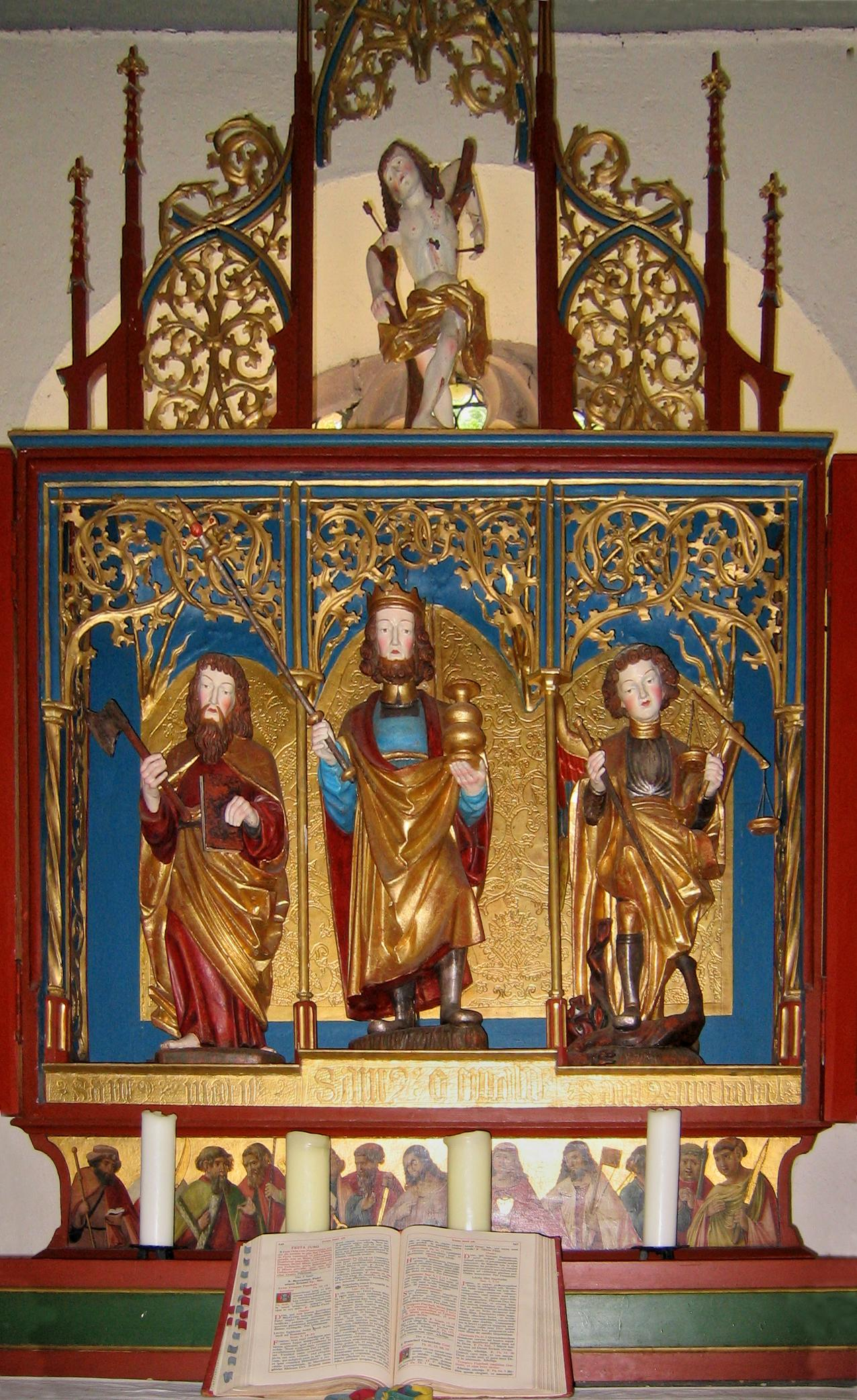
Mittelteil des St. Oswald-Flügelaltars

Sehenswert ist die Kapelle auch wegen ihres Hochaltarretabels aus der Zeit um 1515. Lange wenig beachtet, wurde es 1998 von dem Kunsthistoriker Andreas Curtius Werkstattmitarbeitern des damals in Freiburg arbeitenden Malers Hans Baldung Grien und dem ebenfalls in Freiburg tätigen Bildschnitzer Hans Wydyz zugeschrieben. Es handelt sich um einen Flügelaltar. Die klappbaren Flügel zeigen auf den Außenseiten Sankt Matthias und Sankt Oswald (links) sowie Sankt Sebastian und Sankt Michael mit der Seelenwaage (rechts), jeweils stehend vor einer Landschaft. In geöffnetem Zustand zeigen die Tafelgemälde links die Anbetung der Könige und rechts Mariä Heimsuchung (Besuch Marias bei Elisabeth). Die Szenen der Innenseiten sind in Landschaften eingebettet und mit Goldgrund ausgezeichnet. In der Mitte, im noch originalen Schrein, stehen drei vollrunde Figuren, abermals Sankt Matthias, Sankt Oswald und Sankt Michael mit Seelenwaage (Kopien, die Originale befinden sich in Hinterzarten in der Kirche). Darüber im ebenfalls originalen Gesprenge steht eine Figur von Sankt Sebastian (ebenfalls Kopie). Die vier Skulpturen wiederholen also die auf den Flügelaußenseiten dargestellten Heiligen. Die gemalte Predella (Sockelzone) zeigt die zwölf Apostel. Stilistisch zeigen die Tafeln Einflüsse von Albrecht Dürer, Lucas Cranach und der Donauschule. Curtius urteilt: „Der Hochaltar der Sankt Oswaldkapelle in Steig im Höllental ist der einzige erhaltene spätgotische Wandelaltar mit gemalten Tafeln im Hochschwarzwald. Er gehört zu den wichtigsten in der Region verbliebenen Zeugnissen der oberrheinischen Schule des frühen sechzehnten Jahrhunderts.“

## Geläut

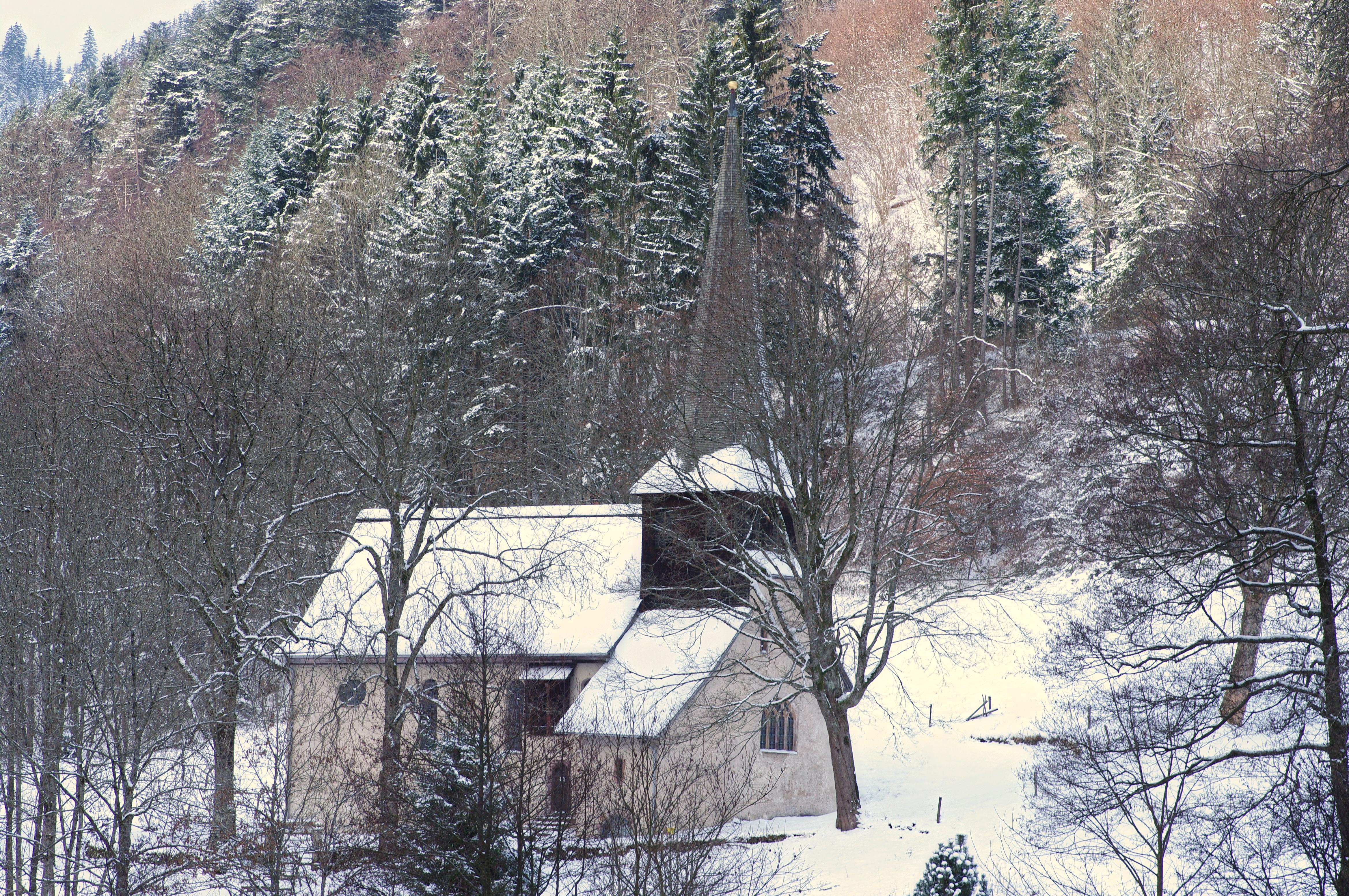
St. Oswald im Winter

Im über dem Chor errichteten Kirchturm hängen drei historische Bronze-Glocken aus dem 16. Jahrhundert in einem mittelalterlichen hölzernen Glockenstuhl. Die Glockenklöppel stammen aus dem 18. Jahrhundert. In den Jahren 2009 bis 2011 wurde das Geläut denkmalgerecht saniert. Da die Kapelle keinen Stromanschluss besitzt, werden die Glocken von Hand geläutet.
| Glocke | Gießer                       | Gussjahr | Gewicht | Durchmesser | Schlagton |
| ------ | ---------------------------- | -------- | ------- | ----------- | --------- |
| 1      | Hans Lamprecht, Schaffhausen | 1503     | 700 kg  | 1040 mm0    | g‘+9      |
| 2      | Hans Lamprecht, Schaffhausen | 1503     | 350 kg  | 820 mm      | h‘±0      |
| 3      | Hans Sternecker, Freiburg    | 1581     | 200 kg  | 685 mm      | d‘‘+4     |